# Delia pectinator
Delia pectinator este o specie de muște din genul Delia, familia Anthomyiidae, descrisă de Masayoshi Suwa în anul 1984. Conform Catalogue of Life specia Delia pectinator nu are subspecii cunoscute.